# Hôtel de préfecture de Paris
L'hôtel de préfecture de Paris est un bâtiment à l'architecture contemporaine, situé à Paris, en France. Il est, depuis 2011, le siège de la préfecture du département et de la région Île-de-France.

## Situation et accès
L'hôtel de préfecture est situé dans l'immeuble « Le Ponant » se trouvant rue Leblanc dans le  15e arrondissement.

## Historique
Cet immeuble fut le premier bâtiment construit en 1989 sur un site qui fut autrefois occupé par les usines Citroën, et était le siège des Banques populaires, avant que l'État n'y installe à partir de 2011 les services préfectoraux du département de Paris et de la région Île-de-France qui, auparavant, étaient répartis sur sept sites différents dans la capitale,.
Initialement locataire, l'État fait l'acquisition de l'immeuble en 2012 par le biais d'un crédit-bail.
Une partie de l'immeuble accueille toujours le siège social du Commissariat à l'énergie atomique et aux énergies alternatives.

## Architecture
Conçu par l'architecte Olivier-Clément Cacoub, il donne sur le parc André-Citroën. Sa façade de verre totalise une superficie de 3 hectares.